# Uczelnia Jańskiego w Łomży
Uczelnia Jańskiego w Łomży (dawniej Wyższa Szkoła Zarządzania i Przedsiębiorczości im. Bogdana Jańskiego w Łomży) – uczelnia niepubliczna, utworzona w czerwcu 1997 roku na podstawie decyzji Ministra Edukacji Narodowej z dnia 23 czerwca 1997 roku nr DNS 1-0145/TBM/193/1/97 i wpisana do rejestru uczelni niepaństwowych pod numerem 117.

## Oferta dydaktyczna
Uczelnia oferuje kształcenie na trzech kierunkach:
- Pedagogika (studia I i II stopnia)
- Pedagogika przedszkolna i wczesnoszkolna (studia jednolite magisterskie)
- Zarządzanie (studia I i II stopnia).